# Josef Schantl (Hornist)
Josef Schantl (* 8. Februar 1842 in Graz; † 22. März 1902 in Viehdorf, Niederösterreich) war ein österreichischer Hornist und gilt als Wiedererwecker der österreichischen Jagdmusik.

## Biografie

### Studium und Laufbahn
Schantl war der Sohn des Grazer Hornisten Florian Schantl. Sowohl sein Großvater, Franz Xaver Schantl, als auch zwei seiner Brüder samt einem Onkel waren Hornisten.
Von 1852 bis 1857 erhielt er Hornunterricht bei seinem Vater an der Schule des „Musikvereines für Steiermark“ in Graz. Nach Abschluss der Hornistenausbildung mit Diplom begann Schantl 1857 seine Orchesterlaufbahn in Wien in der Kapelle von Johann Strauss, wo er etwa dem Vorspiel zu Wagners Oper „Tristan und Isolde“ zum ersten Male begegnete. Nach der Ablehnung des „Tristan“ durch das Wiener Hofopernorchester wegen zu vieler Proben spielte das Johann Strauss Orchester das Vorspiel der Oper noch vor der Münchener Uraufführung.
Am 1. Oktober 1870 trat Schantl in das Orchester der k. u. k. Hofoper in Wien (und damit der Wiener Philharmoniker) als Hornist ein und wurde auch bald Solohornist. Er wirkte dort bis zu seiner Pensionierung. Im Jahre 1878 wurde Schantl Mitglied der Hofmusikkapelle.

### Hornensembles und Jagdmusik
Bald nach seinem Orchestereintritt kam es zur Gründung eines Hornquartetts mit Tourneen innerhalb des österreichischen Kaiserreichs, der Schweiz und Deutschland. Anfang 1879 erschien die erste gedruckte Ausgabe des „Repertoire(s) des Waldhornquartetts des k. u. k. Hof-Opern-Orchesters“.
Am 27. April 1879 fand ein großer Festumzug anlässlich der silbernen Hochzeit von Kaiser Franz Joseph I. und seiner Gemahlin Elisabeth („Markartfestzug“) unter großer Beteiligung der Bevölkerung statt. Das „Schantl-Quartett“ mit Josef Schantl, Anton Wunderer, Emil Wipperich und
Franz Pichler wurde mit der musikalischen Gestaltung beauftragt. Der damalige Jagdwagen und seine Besetzung des sogenannten Makart-Festzuges mit Hornisten gilt als die Wiege des Wiener Hornistenclubs, der dann 1883 gegründet wurde. Für diesen Umzug des Jahres 1879 komponierte er innerhalb kürzester Zeit 13 Fanfaren. Der Erfolg des Schantl-Quartetts führte zu neuer Blüte der k.k. Hofjagdmusik (nach dem Standort im Lainzer Tiergarten später nur mehr „Lainzer Jagdmusik“ benannt) unter Schantl.
1883 wurde dann der Hornistenclub (offizieller Name: „Erster Wiener Hornistenclub“) unter Schantls künstlerischer Leitung gegründet. Unter dem Namen Wiener Waldhornverein ab 1951 hat dieser Verbund bis heute Bestand und gilt damit als die älteste Vereinigung von Hornisten. Von 1884/1885 bis zu seiner frühen Pensionierung 1899 (als Nachfolger von Wilhelm Kleinecke) wirkte Schantl als Professor für Horn am Konservatorium der Gesellschaft der Musikfreunde in Wien.
1886 erschien seine „österreichische Jagdmusik“ mit sieben weiteren Fanfaren. Insgesamt waren es inklusive des „Jagdanblasens“ und „Jagdabblasens“ nun 50 Fanfaren.
Wegen seines großen Einsatzes für die Jagdmusik erhielt Schantl unzählige Einladungen aus dem Adel, um Jagdhornmusiken einzurichten und die Jägerhornisten auszubilden. Er kam diesen Einladungen mit großer Begeisterung nach, boten sie ihm doch die Gelegenheit zur Jagd, die auch seine große Leidenschaft war. So gilt Schantl als der eigentliche Wiedererwecker der österreichischen Jagdmusik.

### Weitere Leistungen
Schantl blies die Uraufführungen von Brahms’ 2. und 3. Sinfonie und der 3. und 8. Sinfonie von Anton Bruckner. Als Richard Wagner die Voraufführungen von Teilen des Rings in Wien und Budapest 1875 dirigierte, blies Schantl im „Waldweben“ den Siegfriedruf.  Er spielte den „Ruf“ bis zu seiner Pensionierung 1899 insgesamt 19 Mal in der Wiener Hofoper.
Er schrieb auch die ersten Wagner-Orchesterstudien (Sammlungen mit schwierigen Hornpassagen aus Wagner-Opern), die ersten Studien für Wagnertuba und eine große vierbändige Hornschule.
Schantl teilte die Solohorn-Stelle an der Wiener Hofoper mit Emil Wipperich und Christian Nowak sen. Er konnte nicht an der Musikakademie unterrichten, da ihm die „akademischen Zeugnisse“ fehlten. Deshalb unterrichtete Wipperich an der Akademie und Schantl am Konservatorium der Stadt Wien.

### Schüler
Trotz dieser Umstände gibt es wichtige Schüler von Josef Schantl. Zu ihnen gehört u. a. Karl Stiegler.

### Werke
Seine Kompositionen sind in der Handschrift als Teil der Sammlung Hans Pizkas erhalten, die insgesamt ein Teil der großen Sammlung für Blechblasinstrumente in Schloss Kremsegg/Oberösterreich ist. Es gibt eine große Zahl von Bearbeitungen durch Schantl sowie einige Kompositionen für Horn.